# Gymnothorax taiwanensis
Gymnothorax taiwanensis är en fiskart som beskrevs av Chen, Loh och Shao 2008. Gymnothorax taiwanensis ingår i släktet Gymnothorax och familjen Muraenidae. Inga underarter finns listade i Catalogue of Life.